# Pulaski County (Missouri)
Pulaski County is een county in de Amerikaanse staat Missouri.
De county heeft een landoppervlakte van 1.417 km² en telt 41.165 inwoners (volkstelling 2000). De hoofdplaats is Waynesville.